# Hans von der Gabelentz
Hans Albrecht von der Gabelentz (* 10. April 1872 in Münchenbernsdorf; † 8. Februar 1946 in Eisenach) war ein deutscher Kunsthistoriker, Museumsdirektor und Schriftsteller.

## Leben
Er stammte aus dem Adelsgeschlecht von der Gabelentz und wurde auf dem Rittergut Lemnitz geboren. Seine Eltern waren Hans Albert von der Gabelentz (* 14. November 1834; † 5. März 1892)  (seit 1859 Gabelentz-Linsingen) und dessen Ehefrau Margaretha von Carlowitz (* 8. Mai 1844). Er ist der 
jüngere Bruder des Schriftstellers Georg von der Gabelentz. 
Er studierte Kunstgeschichte an den Universitäten Lausanne, Berlin und München. An der Universität München wurde er 1898 bei Berthold Riehl über die „Geschichte der oberdeutschen Miniaturmalerei im XVI. Jahrhundert“ promoviert und habilitierte sich im Jahre 1901.
Von der Gabelentz war ab 1908 Kabinettssekretär des Großherzogs Wilhelm Ernst von Weimar und ab 1911 Direktor der Weimarer Museen. Von 1912 bis 1922 war er Direktor des Deutschen Kunsthistorischen Instituts in Florenz. Das Institut war jedoch seit 1916 beschlagnahmt und er lebte als Privatgelehrter in Lemnitz.
Im Jahre 1930 wurde von der Gabelentz Burghauptmann auf der Wartburg. Er begründete das Wartburg-Museum und das Burg-Archiv. Bis zu seiner Enteignung war Hans Albrecht von der Gabelentz-Linsingen der letzte Besitzer des Lemnitzer Barockschlosses.
Hans von der Gabelentz starb am 8. Februar 1946 in Eisenach.

## Familie
Gabelentz heiratete am 20. Oktober 1872 die Freiin Alexandra von Rothkirch und Trach (* 6. Juli 1854). Die Ehe wurde geschieden und Gabelentz heiratete am 29. Dezember 1891 die Freiin Gertrud von Oldershausen (* 20. Januar 1858), verwitwete von Adelepsen. Aus der ersten Ehe stammen:
- Ernst Alexander Hans Konon Albrecht (* 9. Oktober 1873; † 21. Mai 1933)
- Hans Konon Maximilian Wolfgang Erich (* 22. Juni 1884)

Aus der zweiten Ehe stammt:
- Hans Konon Martin (* 10. November 1892; † 8. Mai 1977)

## Mitbegründer der Deutschen Dichterakademie
Zusammen mit seinem Cousin Börries von Münchhausen begründete von der Gabelentz im Mai 1932 die Deutsche Dichterakademie die ihren Sitz auf der Wartburg hatte. Beginnend mit der „Reichs-Goethe-Feier“ von 1932 bis zum Jahre 1937 versammelten sich dort nationalistische Schriftsteller zu Dichtertreffen, wobei in Dichterehrungen die „silberne Wartburgrose“ verliehen wurde. Unterstützung erhielt der Wartburgkreis v. a. von Hans Severus Ziegler. Im Jahre 1938 durfte das Wartburgtreffen nicht mehr stattfinden, da die Nationalsozialisten in Weimar die sogenannten „Großdeutschen Dichtertreffen“ veranstalteten und dort sämtliche vorherigen Dichtertreffen zusammenfassten.
Zu den Wartburgtreffen erschien ein großer Kreis nationaler Schriftsteller, u. a. Hans Friedrich Blunck, Max Dreyer, Paul Ernst, Hanns Johst, Erwin Guido Kolbenheyer, Heinrich Lilienfein, Agnes Miegel, Jakob Schaffner, Wilhelm Schäfer, Hermann Stehr. Die „Deutsche Dichterakademie“ bildete ein nationalistisches Pendant zur Dichtersektion der Preußischen Akademie der Künste in Berlin.

## Publikationen (Auswahl)
- Zur Geschichte der oberdeutschen Miniaturmalerei im XVI. Jahrhundert, Dissertation, J. H. E. Heitz, 1898
- Mittelalterliche Plastik in Venedig, Leipzig, Karl W. Hiersemann, 1903
- Die kirchliche Kunst im italienischen Mittelalter. Ihre Beziehung zu Kultur und Glaubenslehre, 1907
- Die Biblia pauperum und Apokalypse der großherzoglichen Bibliothek zu Weimar, Strassburg, Heitz and Muendel, 1912
- Zeichnungen alter Meister im Kupferstich-Kabinett des Großherzoglichen Museums zu Weimar, 3 Bände, 1912–1924
- Fra Bartolommeo und die Florentiner Renaissance, Zwei Bände, Verlag von Karl W. Hiersemann, Leipzig 1922
- Die Wartburg: ein Wegweiser durch ihre Geschichte und Bauten, 1931
- Wartburgschicksal: aus dem Leben eines deutschen Romantikers, 1934
- Steinerne Wunder. Erlebnisse einer Indienfahrt, 1935
- Aus der Frühzeit der Wartburg-Erneuerung. Briefe des Baumeisters Hugo von Ritgen an den Burghauptmann Bernhard von Arnswald, 1941
- Die Wartburg. Führer zu großen Baudenkmälern, 1944